# Louis Thomas Villaret de Joyeuse
Louis Thomas hrabě Villaret de Joyeuse (29. května 1748 Auch – 24. července 1812 Benátky) byl francouzský admirál. U námořnictva sloužil od roku 1765, jako námořní vojevůdce se se střídavými úspěchy uplatnil v době francouzských revolučních válek, kdy v rychlém sledu dosáhl hodností kontradmirála (1793) a viceadmirála (1794). Později byl guvernérem na Martiniku (1802–1809) a v roce 1808 byl povýšen na hraběte. Po ztrátě Martiniku ve prospěch Velké Británie strávil několik let v nemilosti, ale nakonec se stal guvernérem v Benátkách (1811–1812), kde nedlouho poté zemřel.

## Životopis

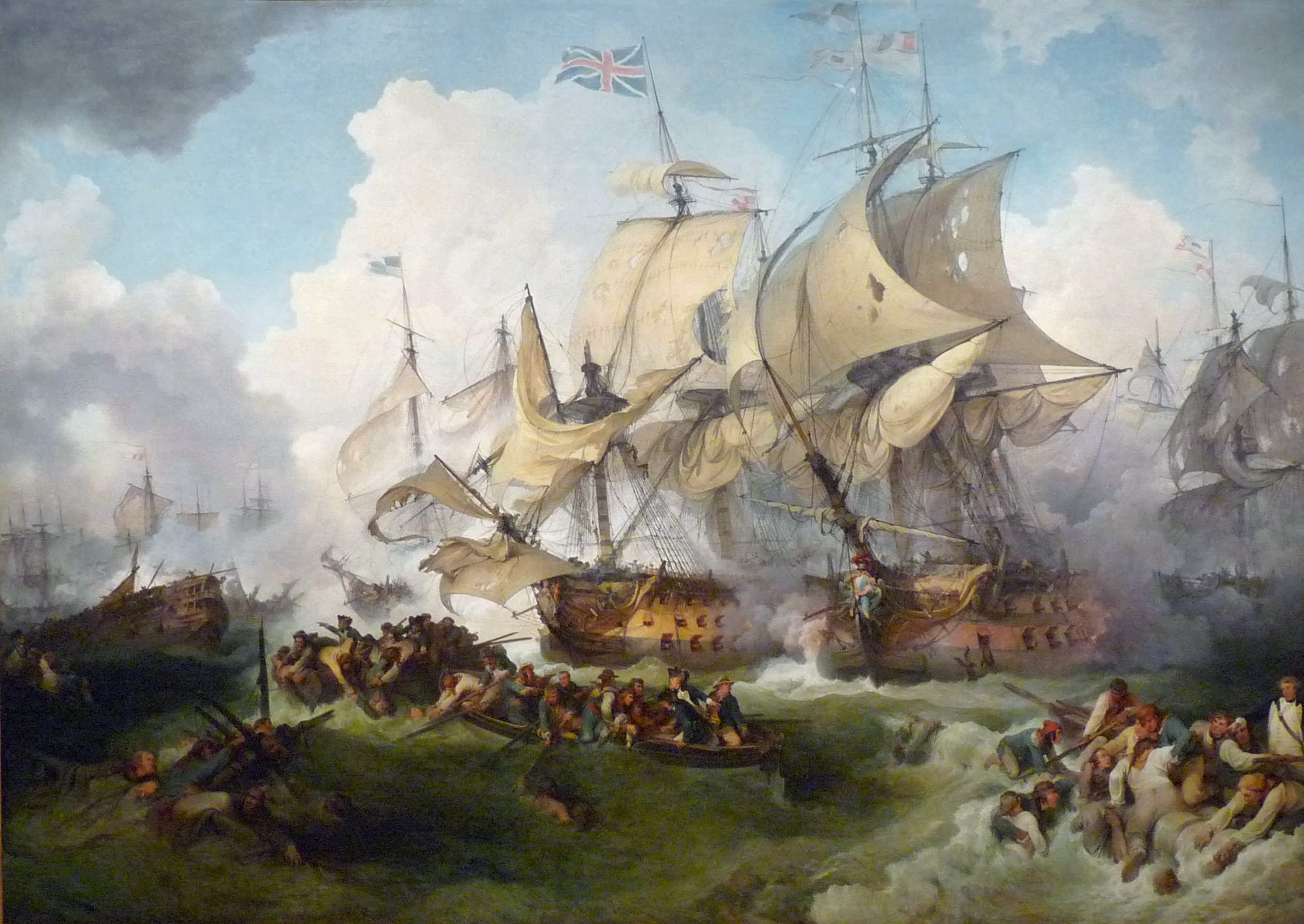
Bitva Slavného 1. června (Národní námořní muzeum v Greenwichi)

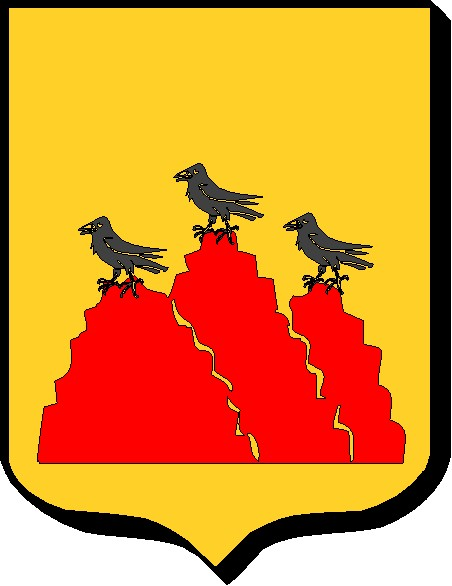
Erb admirála Louise Thomase Villareta

Narodil se v Auch v jižní Francii a pocházel pravděpodobně ze zcela prostých poměrů, jeho otec François byl původně truhlářem, ale později dosáhl důstojnické hodnosti v armádě. Sám Louis Thomas později uváděl šlechtický původ, ale to zpochybňovali již jeho současníci. Původně sloužil v královské armádě, ale kvůli účasti v souboji přešel v roce 1765 k námořnictvu. Vystřídal službu na různých lodích a 70. léta strávil převážně v Indickém oceánu. Během americké války za nezávislost bojoval proti Britům, padl do zajetí a byl uvězněn v Madrasu. Ještě téhož roku byl propuštěn a po návratu do Francie dekorován Řádem sv. Ludvíka. Poté několik let sloužil v Lorientu a v roce 1787 se oženil.
Po francouzské revoluci složil občanskou přísahu a vstoupil do služeb Francouzské republiky. Byl vyslán do Karibiku, kde na ostrově Saint-Domingue probíhalo povstání otroků. V roce 1792 byl povýšen na kapitána a organizoval námořní obranu západního pobřeží Francie. V roce 1793 dosáhl hodnosti kontradmirála a poté byl pověřen vrchním velitelem brestské flotily. Jejím úkolem bylo ochránit obrovský konvoj lodí přepravujících zásoby potravin z USA do Francie. Na přelomu května a června proto podstoupil v Atlantském oceánu několik střetů s britskou flotilou admirála Howea. Bitva Slavného 1. června (1794) byla první významnou akcí na moři v rámci francouzských revolučních válek, Villaret de Joyeuse v bitvě ztratil sedm lodí a stovky námořníků, podařilo se mu ale zajistit bezpečný transfer potravinového konvoje do Francie. Přes diskutabilní výsledek bitvy byl povýšen na viceadmirála (1794) a o rok později svedl neúspěšnou bitvu u Groix (1795). V roce 1797 byl pověřen námořní podporou vylodění armády generála Hocha v Irsku, sám ale usiloval o účast na bojích proti Britům v Indickém oceánu, kde se lépe orientoval. Expedici do Irska proto pod různými záminkami záměrně zdržoval a nakonec byl odvolán.
Mezitím se zapojil do politiky a v dubnu 1797 byl zvolen členem Rady 500, kde se připojil k posilující straně monarchistů. V této době se spřátelil se slavným korzárem Robertem Surcoufem, jehož aktivity podporoval. Po fructidorském převratu a odstranění monarchistů z parlamentu se stáhl do soukromí na ostrov Oléron. Do aktivní služby byl znovu povolán po vyhlášení konzulátu a v letech 1801–1802 absolvoval další cestu na Sainte-Domingue. V letech 1802–1809 byl guvernérem na ostrově Martinik, v roce 1803 získal řád Čestné legie, o dva roky později obdržel velkokříž téhož řádu a v roce 1808 byl povýšen na hraběte. Martinik v té době jako francouzská námořní základna v Karibiku ohrožoval britské obchodní zájmy četnými útoky na britské obchodní lodě, Británie navíc usilovala o získání úrodné půdy na Martiniku. V lednu 1809 podniklo Royal Navy v součinnosti s armádou soustředěný útok na ostrov a již v únoru Villaret-Joyeuse kapituloval. Vrátil se do Francie a za ztrátu Martiniku byl všeobecně kritizován, stanul před válečným soudem, který jeho vinu potvrdil. Poté strávil dva roky v soukromí a nemilosti v Rouenu. V roce 1811 jej Napoleon znovu povolal do státních služeb a v dubnu 1811 jej jmenoval do funkce guvernéra v Benátkách. Zde Villaret de Joyeuse o rok později zemřel na následky vodnatelnosti.
V roce 1787 se oženil s Thérèse Félicité Villars de Roche (1752–1808). Měli spolu tři děti, nejstarší syn Alexis Jean Marie (1788–1873) dosáhl u námořnictva hodnosti kapitána, později byl komořím Karla X. a nositelem Čestné legie.
Jeho jméno je vepsáno na severním pilíři pařížského Vítězného oblouku.
Jeho mladší bratr Jean Marie Villaret de Joyeuse (1757–1849) sloužil v armádě, byl účastníkem revolučních a napoleonských válek a dosáhl hodnosti brigádního generála jezdectva (1804).